# Mia Peltenburg
Maria Catharina Wilhelmina (Mia) Peltenburg (Haarlem, 8 september 1897 - Bern, 28 juni 1975) was een Nederlands sopraan.
Zij was dochter van houthandelaar Franciscus Jacobus Leonardus (Frans) Peltenburg en Wilhelmina Geertruida Helena van de Seijp. Vader Peltenburg was betrokken bij de oprichting van KRZV Het Spaarne en de Koninklijke HFC, Zij trouwde de violist Alphons Brun. Zus Catharina Maria Peltenburg was getrouwd met econoom Marius Holtrop, afkomstig uit een gezin uit de toneelwereld. Een andere zus Helena Peltenburg (1896-1974) trouwde met Antoni Kouwenaar ; haar leven werd beschreven door de schoondochter van dochter Helena, Antoinette Stockmann in “Jouw Helena".
Haar zangopleiding bestond uit lessen bij Louise Reny in Amsterdam en Hendrik Andriessen in Haarlem. Op 8 juli 1915 zong ze op een Onderwijzersvergadering regio Alkmaar met 185 deelnemers, ze liet zich begeleiden door Sepha Jansen op viool en Philip Loots op piano. Met diezelfde Loots zong ze op 13 februari 1917 in de Grote Zaal van het Concertgebouw tijdens een liefdadigheidsconcert voor ontheemde Belgische kinderen in Nederland (vluchtelingen uit Eerste Wereldoorlog). De zogenaamde Loots-Avond liet ook Tine Berdius-Heskes (alt), Sepha Jansen (viool), Willem Andriessen (piano), Joseph Antonius Verheijen (orgel) en een 200-tallig koor onder leiding van Jan Hoes horen. Ze maakte haar oratoriumdebuut vermoedelijk op 5 november 1918 toen zij de rol van Hanne speelde in Die Jahreszeiten van Joseph Haydn. Andere medewerkenden waren toen Walter van Son, Thom Denijs en medewerking van het Residentie Orkest
Daarna ontwikkelde ze zich tot oratorium-, concert- en liederensopraan van het niveau van Aaltje Noordewier-Reddingius. Er volgde tot 1929 een jarenlange samenwerking met leraar Hendrik Andriessen, die zijn Magna res est amor aan haar opdroeg. Ze brachten samen werken op de podia van Hugo Wolf, Willem Pijper, Alphons Diepenbrock en natuurlijk Andriessen zelf.
Tussen 1921 en 1933 zou ze 94 keer optreden met het Concertgebouworkest, meest onder leiding van Willem Mengelberg, die haar ook wel thuis ontving (Chasa Mengelberg). Mengelberg en orkest namen haar in 1927 en 1929 op een tournee door Duitsland en Zwitserland, waarbij ze de zangstem vertolkte in de vierde symfonie van Gustav Mahler.
Ze trouwde in december 1929 met Alphonse Brun (overleden 1963), de concertmeester van Bernische Musikgesellschaft en werkzaam aan het conservatorium in Bern. Het verhaal gaat dat ze tijdens een generale repetitie nog zong als Peltenburg en de dag daarna het concert zong onder Brun-Peltenbrug. Ze bleef na haar huwelijk optreden, maar dan meest in Duitsland en Zwitserland, waarbij ze niet zelden koos voor werken van moderne componisten. Zo trad ze in 1934 nog op met Ernst Krenek; haar laatste optreden was vermoedelijk in 1947 in Luzern. De nadruk in die dagen lag echter bij lesgeven aan dat conservatorium te Bern.
De Großer Sänglexikon, deel 4 van Karl-Jozef Kutsch en Leo Riemens meldde dat haar dochter Catharina Brun zangeres werden dochter Janka Brun pianiste, die op haar beurt trouwde met dirigent Jürg Wyttenbach. Het Centraal Museum Utrecht heeft een jurk van Peltenburg in haar collectie.
- Gemeinsame Normdatei: 116076380
- International Standard Name Identifier: 0000 0000 1066 4995
- Virtual International Authority File: 77058105